# Slizák růžový
Slizák růžový (Gomphidius roseus) je vzácný druh houby z čeledi slizákovitých (Gomphidiaceae).

## Znaky
Klobouk dorůstá do šířky 1–6 cm, nejprve polokulovitý tvarem přechází na klenutý, plošně rozložený až mírně prohloubený. Pokožka je červenorůžová, růžová až hnědavá (u starých plodnic), lesklá, slizká, je možno ji úplně sloupnout.
Lupeny jsou tlusté, dle stáří plodnice bílé, šedoolivové až černé, na klobouku jsou řídce uspořádané, u třeně jsou sbíhavé. V mládí jsou zahalené bílým, blanitým závojem. Výtrusný prach je černý.
Třeň je 2–7 cm dlouhý, bílý, válcovitý, oslizlý, horní část je pokryta bílými vločkami. Báze je jak zvenčí, tak zevnitř nahnědlá a ztenčená. Je přítomen prsten - pozůstatek v mládí lupeny halícího závoje.
Dužnina je bílá, měkká, šťavnatá, na řezu nevýrazně růžoví, chuťově je jemně nakyslá, vůní je nevýrazná.

## Užití
Jedlý druh.

## Ekologie
Tento slizák roste vzácně od července do října pod smrky a borovicemi, rád se vyskytuje na kyselém, písčitém substrátu, v mechu či travním porostu.
Velmi často jej můžeme najít růst společně s klouzkem kravským na jednom stanovišti, v některých případech můžou třeně plodnic obou druhů vzájemně srůstat. Předpokládá se, že má slizák růžový vůči klouzku kravskému parazitický vztah.

## Rozšíření
Výskyt druhu byl popsán v Evropě a Rusku.

## Galerie

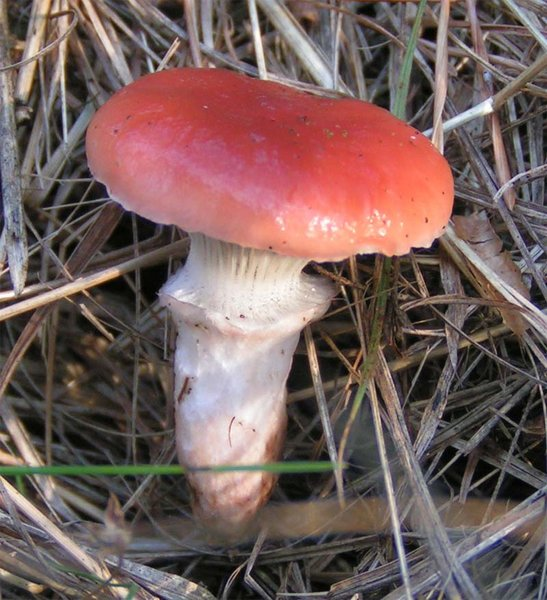
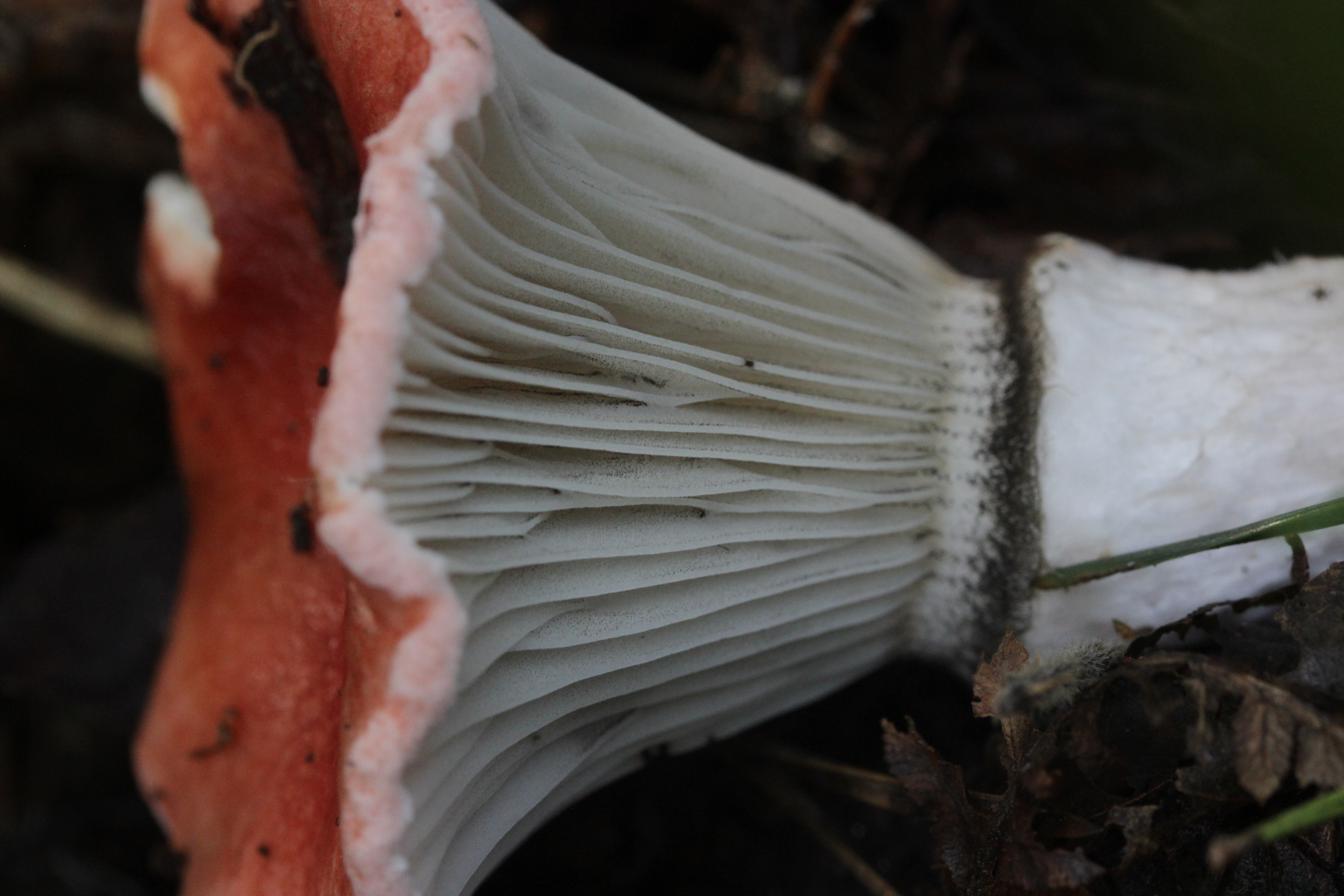
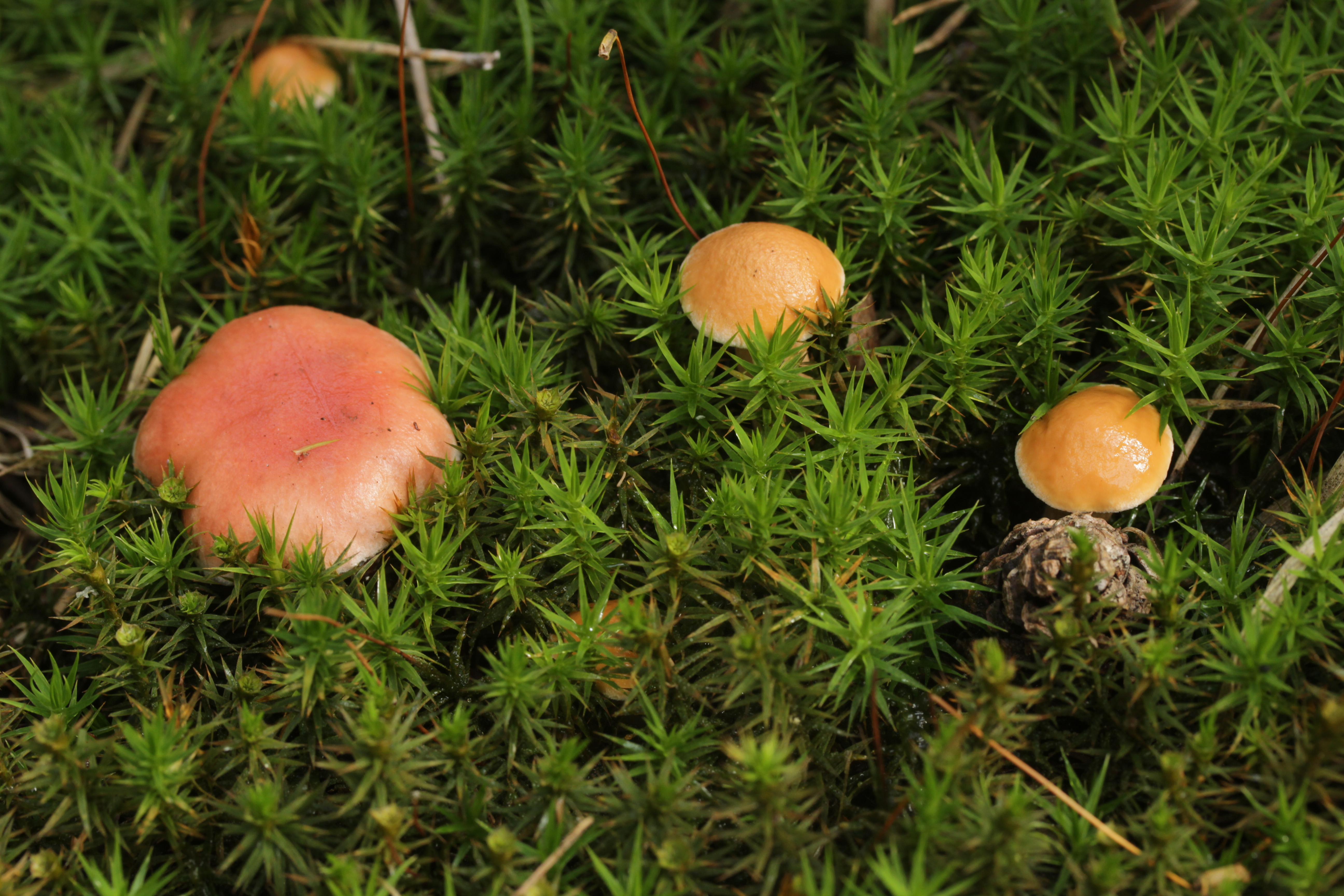
Plodnice slizáka růžového rostoucí spolu s plodnicemi klouzku kravského
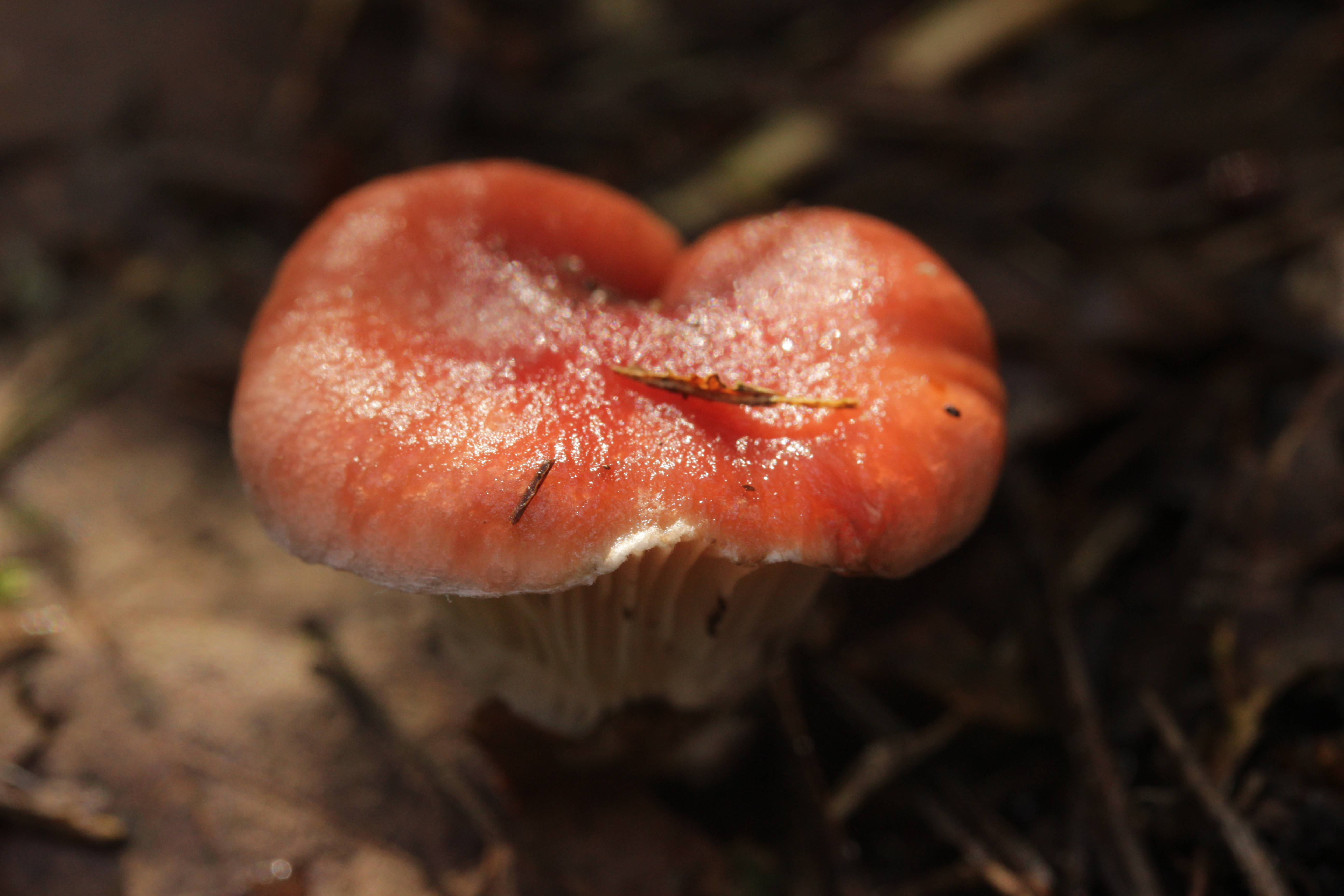

## Možnost záměny
- Šťavnatka načervenalá (Hygrophorus erubescens)
- Šťavnatka holubinková (Hygrophorus russula)[2]